# Villerías de Campos
Villerías de Campos település Spanyolországban, Palencia tartományban. Villerías de Campos Montealegre de Campos, Meneses de Campos, Boada de Campos, Castromocho, Torremormojón, Ampudia és Villalba de los Alcores községekkel határos. Lakosainak száma 76 fő (2024).

## Népesség
A település népessége az elmúlt években az alábbi módon változott:
| Lakosok száma | 129  | 122  | 113  | 112  | 106  | 94   | 97   | 90   | 82   | 76   |
|               | 2001 | 2004 | 2007 | 2009 | 2012 | 2014 | 2017 | 2019 | 2022 | 2024 |